# Anemia microdrepanocitica
L'anemia microdrepanocitica, o microdrepanocitosi, è un'emoglobinopatia caratterizzata dalla compresenza del tratto falcemico e del tratto talassemico, ereditati uno ciascuno da entrambi i genitori o, seppur raramente, entrambi dallo stesso genitore.
L'emoglobina presente nei soggetti eterozigoti, definita HbSC, è composta da composti da HbS/HbC, dove HbS è l'emoglobina che determina l'anemia falciforme, mentre HbC è l'emoglobina che determina la talassemia.